# Терещенко Олексій Іванович
Терещенко Олексій Іванович (нар. 21 березня 1923, м Харків — пом. 2008, м.Харків) — український науковець у галузі радіофізики, фахівець з фізики надвисоких частот, доктор технічних наук, професор, ректор Харківського інституту гірничого машинобудування, автоматики й обчислювальної техніки (з 1963 по 1965), завідувач кафедри фізики надвисоких частот (1963—1988), лицар ордену Богдана Хмельницького III ступеня (Україна), кавалер орденів Вітчизняної війни 1 та 2 ступеня, ордену «Знак Пошани», заслужений діяч науки УРСР (1982), «Відмінник освіти України» (1999).

## Біографія
Олексій Терещенко народився у місті Харкові 21 березня 1923 року в родині службовця.
Він воював у складі військ Воронезького, I Українського фронтів(рос.).
У 1944—1949 рр. навчався у Харківському державному університеті імені О. М. Горького на фізико-математичному факультеті. Також він працював механіком та молодшим науковим співробітником у радіофізичному відділі Фізико-технічного інституту АН УРСР.
Після закінчення університету був асистентом, старшим викладачем, деканом радіофізичного факультету (1952–1961), а згодом — проректором з наукової роботи (1961—1963).
У 1953 р. ним була захищена дисертація на здобуття ступеня кандидата наук.
У період з 1963 по 1965 роки Олексій Терещенко був ректором Харківського інституту гірничого машинобудування, автоматики й обчислювальної техніки, завідувачем кафедри фізики надвисоких частот (1963—1988).
У 1967 році він захистив докторську дисертацію в Московському енергетичному інституті за сукупністю понад 100 наукових робіт. Після цього він стає професором кафедри фізики надвисоких частот Харківського інституту радіоелектроніки на якій працював до 2004 року.
У 2002 році Олексія терещенка було обрано Почесним доктором Харківського національного університету ім. В. М. Каразіна.

## Наукова робота
Наукові дослідження Олексія Терещенка присвячені проблемам фізики надвисоких частот. Він автор понад 400 наукових праць, а також 25 авторських свідоцтв та 3 патенти. Також ним було підготовлено 29 кандидатів наук і 2 докторів наук

## Нагороди
- орден «Богдана Хмельницького» III ст. (1999)
- заслужений діяч науки УРСР (1982)
- Орден Орден Вітчизняної війни І ступеня (1985)
- Орден Орден Вітчизняної війни II ступеня (1946)
- Орден «Знак Пошани» (1971)
- знак «Відмінник освіти України» (1999)
- Медаль «За перемогу над Німеччиною у Великій Вітчизняній війні 1941—1945 рр.» (1945)
- Медаль «За доблесну працю у Великій Вітчизняній війні 1941—1945 рр.» (1946)
- Золота медаль Академії наук прикладної радіоелектроніки (2007)
- Медаль Центру далекого космічного зв'язку